# Сандалово дрво
Сандалово дрво је класа дрвећа из рода Санталум. Шуме су тешке, жуте и ситнозрнасте и, за разлику од многих других ароматичних шума, свој мирис задржавају деценијама. Уље сандаловине извлачи се из дрвета за употребу. Сандалово дрво често се назива једном од најскупљих шума на свету. И дрво и уље дају препознатљив мирис који се вековима цени. Као резултат, неке врсте ових споро растућих стабала претрпеле су прекомерну бербу у прошлости.

## Номенклатура
Номенклатура и таксономија рода изведени су из историјске и широко распрострањене употребе ове врсте. Етимолошки, на крају потиче од санскртског चनदन Чанданам, дрво сандаловине, што значи „дрво за кађење тамјаном“ сродно је са кандром, „сјај“ и латинским кандером да светли или сјаји. На енглески је стигао преко касног грчког, средњовековног латинског и старо француског језика у 14. или 15. веку.

## Права сандаловина
Сандалово дрво је средње велико хемипаразитно дрвеће и део је исте ботаничке породице као и европска имела. Значајни чланови ове групе су индијска сандаловина (Санталум албум) и аустралијска сандаловина (Санталум спицатум); други из рода такође имају мирисно дрво. Има их у Индији, Непалу, Бангладешу, Пакистану, Шри Ланки, Аустралији, Индонезији, Хавајима и другим пацифичким острвима.
За производњу комерцијалне сандаловине са високим нивоом мирисног уља потребна су стабла стара најмање осам година. Дрвеће сандаловине не сече Моторна моторном тестером, већ се обара корењем, па се користе и пањ и корење. Такође се користи у производњи парфема, сапуна и есенцијалних уља. Етерично уље сандаловине је прејако да би се наносило директно на кожу, па је претходно разређено другим уљима. Сандалово дрво се често користи у ритуалима источних религија.